# Seznam řetězců rychlého občerstvení
Toto je seznam mezinárodních řetězců rychlého občerstvení.[kdy?]
- A&W
- Arby's
- Bageterie Boulevard
- Baskin-Robbins
- Big Smoke Burger
- Bojangle's
- Bombay Express
- Boston Pizza
- Burger King
- Burrito Loco
- Camille's Sidewalk Cafe
- Carl's Jr.
- Captain D's
- Country Fried Chicken
- Culvers
- Curry 36
- Dairy Queen
- Del Taco
- Dixy Chicken
- Domino's Pizza
- Dunkin' Donuts
- Fazoli's
- Five Guys
- Fornetti
- Harvey's
- Happy Donuts
- Hardee's
- Hesburger
- Hoka Hoka Bento
- Hooters
- Hungry Howies Pizza
- Charley's Grilled Subs
- Checkers
- Chester's International
- Chick-fil-A
- Chicken Cottage
- Chicken Licken
- Chipotle Mexican Grill
- Chuck E. Cheese's
- In-N-Out Burger
- It's a Grind Coffee House
- Jack in the Box
- Jersey Mike's
- Jollibee
- Kebab grill
- KFC
- Krispy Kreme
- Krystal
- Little Caesars Pizza
- Long John Silver's
- Made In Japan Teriyaki Experience
- McDonald's
- Moe's Southwest Grill
- Nando's
- New York Fries
- Panda Express
- Panera Bread
- Papa John's
- Pizza Hut
- Pizza Pizza
- Popeyes
- Red Brick Pizza
- Red Robin
- Quickly Pearl Tea Cafes
- Quiznos Sub
- Shake Shak
- Smoothie King
- Sonic Drive-In
- Starbucks
- Subway
- Swiss Chalet
- Taco Bell
- Taco Burger
- Taco Del Mar
- Texas Chicken
- Tim Hortons
- UGO
- Wasabi
- Wendy's
- Whataburger
- White Castle
- Yogen Früz